# آشپزی باربادوسی

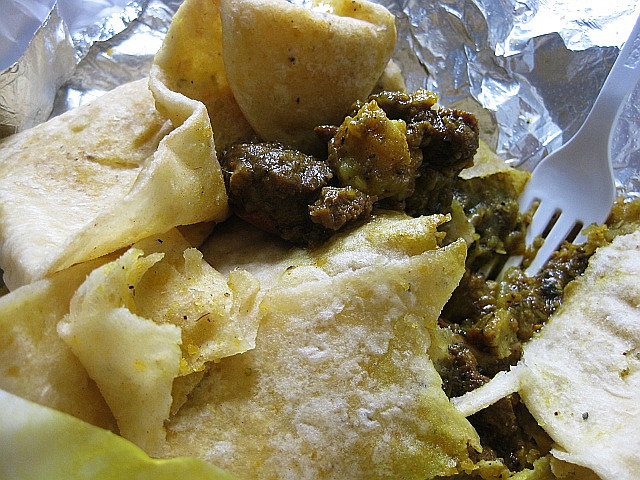
روتی بز

آشپزی باربادوسی (انگلیسی: Barbadian cuisine)، که هم چنین آشپزی باجان هم نامیده می‌شود، ترکیبی از پیشینه آفریقایی، پرتغالی، هندی، ایرلند، کریاویو، سرخ‌پوست و بریتانیایی است. یک وعده غذای عادی شامل یک غذای اصلی از گوشت یا ماهی، که به‌طور معمول با سبزی‌ها و ادویه جات مزه دار شده، غذاهای فرعی گرم و یک یا چند سالاد، است. غذا به‌طور معمول به همراه یک با چند سس ارائه می‌شود.
غذای ملی باربادوس، کو-کو (به انگلیسی: Cou-cou) و پرنده‌ماهی سرخ شده با سس گریوی است. غذای سنتی دیگر، پودینگ و ساوس (souse)، غذایی از گوشت خوک ترشی انداخته شده به همراه سیب زمینی شیرین ادویه دار، است. هم چنین طیف وسیعی از خوراک دریایی و گوشت‌ها در دسترس است.    